# Monument de la Voie sacrée
Le monument ou mémorial de la Voie sacrée ou du Train est un monument situé à proximité de Verdun, aux abords de la Voie sacrée, érigé dans les années 1960 en hommage aux soldats français qui ont œuvré sur cette route stratégique pour ravitailler le front de la bataille de Verdun, pendant la Première Guerre mondiale.

## Localisation

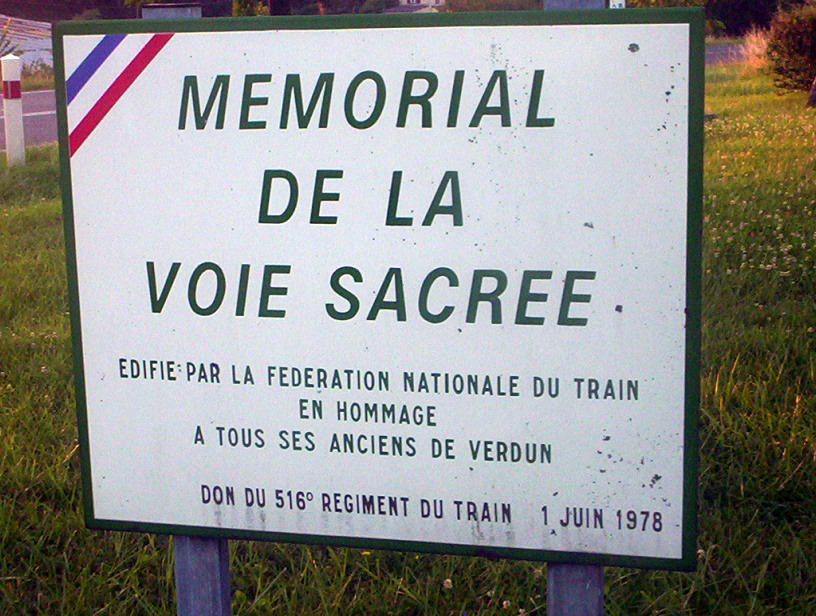
Panneau indiquant le monument de la Voie sacrée.

Le monument est situé sur le plateau du Moulin-Brûlé, en surplomb de la Voie sacrée. Il est sis sur le territoire de la commune de Nixéville-Blercourt, à la limite avec celle de Verdun.
Il est desservi par le chemin du Moulin-Brûlé qui débute, depuis la Voie sacrée en direction de Verdun, juste avant la 49e borne. Il serpente ensuite sur un peu moins de 200 mètres jusqu'au monument.

## Historique
Ce monument est l'œuvre du sculpteur François Barrois, de Commercy, et de l'architecte Gaston Schmit, de Toul,,. Il est édifié par la Fédération nationale du train (FNT), et inauguré le 14 mai 1967 par le général Roger Boucaud, président de la FNT. La construction de ce monument répond à un vœu formulé en 1939 par les amicales du Train de la région Lorraine, mais qui avait été mis en sommeil du fait de la Seconde Guerre mondiale, pour n'être réactivé que dans les années 1960.
Le monument rend hommage à tous ceux qui œuvrèrent au fonctionnement de la Voie sacrée entre Bar-le-Duc et Verdun, axe stratégique de la bataille de Verdun, indispensable à la relève des troupes, à leur ravitaillement en vivres et en munitions, et à l'évacuation des blessés. Le monument est érigé à l'endroit où débarquaient les troupes venues en camion de l'arrière ; arrivés sur le plateau de Moulin-Brûlé, hors d'atteinte des canons allemands, les Poilus joignaient à pied le champ de bataille situé à 8 kilomètres.

## Description
Le monument, en pierre, se compose de deux parties : 
- un mur en forme d'arc de cercle sur lequel figure une frise ;
- au centre, une partie verticale, en forme d'obélisque pointé vers le ciel.

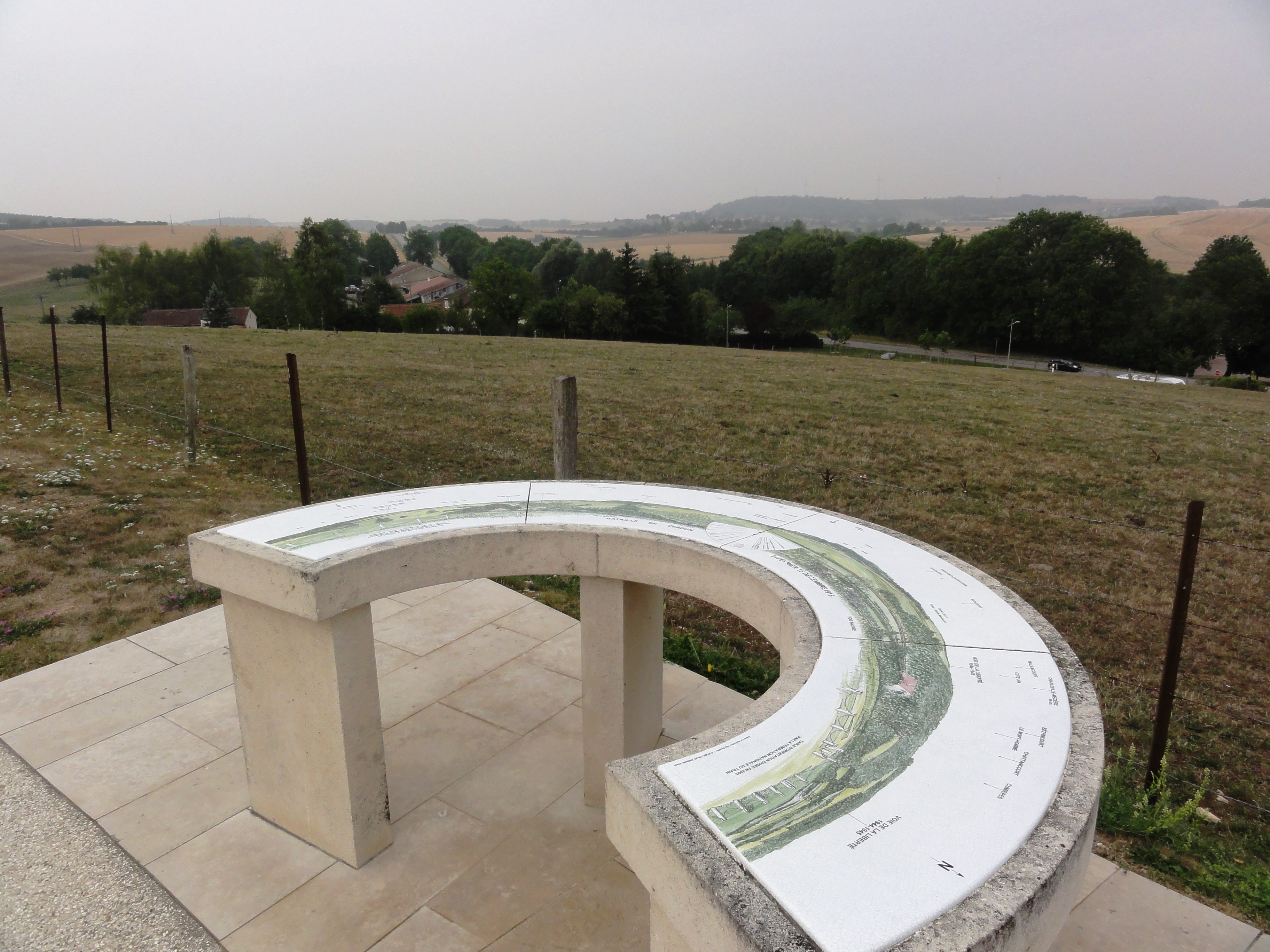
Table d'orientation.

Une table d'orientation est également installée en 2005.
En 2007, à l'occasion des 200 ans de l'Arme du train, une plaque commémorative dédiée « Aux aînés du Train » est apposée sur le Mémorial.

### Obélisque
L'obélisque central est surmonté d'une roue ailée, emblème de l'Arme du train. Par sa rectitude, il symbolise les deux voies de la route menant de l'arrière du front au champ de bataille de Verdun.

### Frise
La frise représente en bas-relief les soldats et les transports de la Voie sacrée, associant le rail et la route. On y reconnaît :
- la noria des camions (dont des Berliet CBA),
- le chemin de fer (avec la locomotive Corpet-Louvet),
- les convois hippomobiles,
- les transports de soldats et de munitions,
- des canonniers portant des obus[7]
- les régulatrices routières,
- le retour des soldats du front,
- l'entretien de la voie.

Au centre de la frise est gravée l'inscription : 

« Le train à ses anciens, à tous ceux de la Voie sacrée. »

## Reproduction
L'image du monument est reproduite sur l'insigne d'un régiment du Train, le 104e régiment de commandement et de soutien (RCS). Cet insigne est homologué sous le numéro G2751 en 1979. Ce régiment est l'héritier notamment des 104e section automobile de ravitaillement et 104e section sanitaire automobile, qui opéraient au moment de la Grande Guerre. Créé à Nancy en 1978, le 104e RCS, régiment de réserve, est dérivé du 4e RCS, régiment d'active. Il est vraisemblablement dissous en même temps que ce dernier en 1985. 